# 佐瀬弘幸
佐瀬 弘幸（させ ひろゆき、1971年4月1日）は、日本の男性俳優、声優。群馬県出身。地球儀所属。以前はスターダス・21に所属していた。。

## 出演作品（俳優）

### テレビドラマ
- 金曜エンタテイメント / 天童よしみの歌姫探偵 温泉カラオケ殺人事件（2002年、フジテレビ）
- オリンピックの身代金 〜1964年・夏〜（2013年、テレビ朝日）
- 救命病棟24時 第5シリーズ 第7話（2013年、フジテレビ） - 医師 役
- ハードナッツ! 第2話「天才数学科女子大生VS爆弾テロリスト」（2013年、NHK BSプレミアム） - くるみの父 役
- 怪盗 山猫 第7話（2016年、テレビ東京） - 吉井 役
- 沈まぬ太陽 第7話（2016年、WOWOW）
- ベイビーステップ（2016年、Amazonプライム）
- ゴッドタン（2017年、テレビ東京）
- 相棒 season15 最終回スペシャル 第18話「悪魔の証明」（2017年、テレビ朝日） - 警視庁幹部 役
- NHK大河ドラマ
  - 西郷どん 第36話「慶喜の首」（2018年）
  - 青天を衝け（2021年） - 久世広周 役

### 映画
- 誇り（2002年、東映）
- 心のケアと人権（2002年、東映）
- 新・仁義の墓場（2002年、東映）
- あなたもまた虫である（2014年）
- るろうに剣心 京都大火（2014年、ワーナー・ブラザース） - 声の出演
- Funny（2020年11月21日、短編映画） - 宇崎寛治 役

### ドキュメンタリー
- プロフェッショナル仕事の流儀 〜藤子・F・不二雄編〜（NHK総合） - 小西 ※再現VTR
- 土曜プレミアム「独占追跡!三億円事件“最後の告白者”〜真犯人の影…45年目の新証言〜」（2013年、フジテレビ）
- NHKスペシャル「激闘ガダルカナル〜悲劇の指揮官〜」（2019年、（NHK総合)  - 佐薙毅

### バラエティ
- 戦国のへ〜ほ〜 素朴な疑問を解決!（NHK教育）※再現VTR
- 徳光和夫の感動再会"逢いたい"（TBS）※再現VTR
- 水曜エンタ 〜目撃スクープ私そこにいました〜（2017年、テレビ東京）※再現VTR

### 舞台
- シェイクスピア・シアター各公演
- マイルストーンプロジェクト公演「そして飯島くんしかいなくなった」（2009年、演出：川口俊和）
- 猫の会 番外公演「12匹の由緒ある猫たち」（2012年、演出：関根信一） - 猫1 役
- 肯定座 第2回公演「濡れた花弁と道徳の時」（2013年、演出：太田善也） - ジョージ 役
- 劇団チョコレートケーキ公演（演出：日澤雄介）
  - 第20回公演「一九一一年」（2011年） - 小原直 役
  - 第24回公演「サラエヴォの黒い手」（2014年） - アピス大佐 役
  - 第25回公演「追憶のアリラン」（2015年） - 荒木福次郎 役
  - 第27回公演「治天ノ君」（2016年） - 大隈重信 役
  - 再演「熱狂」「あの記憶の記録」（2017年） - グレゴール・シュトラッサー 役
- 東京マハロ 第16回公演「そして友は二度死んだ」（2016年、演出：矢島弘一） - AV監督 役
- 演劇ユニット鵺的 第17回公演「天使の群像」（2023年、演出：小崎愛美理）[1]

### CM
- 東京海上日動マクドナルド裏メニュー編（メイン）

## 出演作品（声優）

### テレビアニメ
2017年
- 将国のアルタイル（盗賊）

### ゲーム
- クロックタワー3（2002年、アルバート・ランド）
- 龍が如く0 誓いの場所（2015年）
- 龍が如く6 命の詩。（2016年）
- キングダム ハーツIII（2019年）

### 吹き替え

#### 映画（吹き替え）
- 愛と青春の旅だち ※VOD版
- アウト・オブ・コントロール（ジェサップ〈アンソニー・ウルク〉）
- ウォー・マシーン: 戦争は話術だ! ※Netflix版
- エージェント:ライアン
- オードリー・ヘプバーン（ユベール・ジュラン〈本人〉[2]）
- オペレーション・ローグ（オマール・マリク）
- カウンターパンチ（ジョン・ブラウン）
- 帰ってきたMr.ダマー バカMAX!（バーナード・ピンチロー博士〈スティーヴ・トム〉）
- ギャング・イン・ニューヨーク（フランク・デチッコ〈クリス・マルケイ〉）
- ゴーストハンターズ〜オバケのヒューゴと氷の魔人〜（オルゲン・ヒョルセン）
- ザ・ウォーク
- シルバラード（バクスター）※Netflix版
- 心霊ドクターと消された記憶（フェリックス〈ブルース・スペンス〉）
- ジュラシック・ワールド（下請け業者）
- 侵入者 消された叫び声（ハワード・マークビー〈トム・サイズモア〉）
- スター・ウォーズ/スカイウォーカーの夜明け
- ターミネーター:新起動/ジェニシス
- バッド・マイロ!（ハイスミス〈ピーター・ストーメア〉）
- パーフェクト・プラン（ベン〈フランシス・マギー〉）
- 必殺処刑チーム ※Netflix版
- ブラック・スキャンダル
- 山猫は眠らない5 反逆の銃痕（シャープ少佐〈マーク・ルイス・ジョーンズ〉）
- ライアー・ボーイ ウソで乗りきるスクールライフ
- リトル・パイレーツ セイバートゥース海賊団と黄金の国（ベンジャミン〈アンドレアス・カペレン〉）※ソフト版
- マイ・ファニー・レディ（ハロルド・フリード〈ジョージ・モーフォゲン〉）

#### ドラマ
- アウトキャスト
- アメリカン・ゴシック 〜偽りの一族〜
- アメリカン・ゴッズ ※異なる役でレギュラー出演
- アンダーカバー・ボス5 社長潜入調査 #12
- 凍てつく楽園4〜島に沈む記憶〜（アンデシュ・マルティンゲル）
- ヴァイキング 〜海の覇者たち〜 シーズン4 #7 #8（ウィグスタン王子）
- 埋もれる殺意 ～39年目の真実～（レイ・ウィルトン〈ブライアン・ボベル〉）
- エージェント・オブ・シールド
  - シーズン1 #3（カシム）
  - シーズン2 #11（銀行家〈ジョエル・ポリス〉）
- Xカンパニー～戦火のスパイたち シーズン2 #4（スタインハウアー）
- NCIS:LA 〜極秘潜入捜査班
  - シーズン4 #1（ホセイン・カデム〈エリック・アヴァリ〉）、#10（空母副艦長）
  - シーズン5 #2（ウィリアム・ガードナー中将）、#11（アントン・ゼブロス / ジョン・ヴァシール）
- エレメンタリー ホームズ&ワトソン in NY
  - シーズン3 #7（レイモンド・カーペンター）
  - シーズン5 #12（ビオ・ブランキ〈ピーター・オノラティ〉）
- GIRLS/ガールズ5 #2（ロビン・マークス）
- キャシアン・アンドー（ラグレット〈マイケル・ジェン〉）
- クローザー シーズン7（モリスFBI特別捜査官〈D・B・スウィーニー〉）
- クリミナル・マインド14 FBI行動分析課 #4（バロウズ警察署長）
- コード・ブラック 生と死の間で シーズン2 #2（アレックス・パクストン）
- ザ・プレイヤー〜究極のゲーム〜（ドリアン・ウェブスター）
- ザ・ミドル 〜中流家族のフツーの幸せ シーズン3 #20 #24（ヘイパー牧師）
- グッド・ワイフ4 #12（カール・ハインリッヒ判事）
- グッド・ファイト
  - シーズン1 #2（バリー・シャフマン）
  - シーズン3（イアン・ローレンス）
- REIGN/クイーン・メアリー（リドルフィ大司教）
- ザ・クラウン（アンソニー・イーデン〈ジェレミー・ノーサム〉）
- ジ・アメリカンズ（フランク・ギャド〈リチャード・トーマス〉）
- シェイズ・オブ・ブルー ブルックリン警察（カーティス・“キャディ”・デヴィル、ミゲル・ゼペタ〈アントニオ・ハラミロ〉）
- シカゴ・メッド シーズン2 #13（ジム・ヘンドリックス市長、マイク・エヴァンス）#20（スタン・ギャラガー）
- SCORPION/スコーピオン #4（ルー・レイク刑事〈ホセ・ズニーガ〉）
- SUPERGIRL/スーパーガール シーズン4 #4（バーの男）
- スーパーナチュラル シーズン13 #20（フェンリル・オーディンスベイン）
- 高い城の男 シーズン3 #4（ヴィクター・ベインズ / ルドルフ・ヴェゲナー）
- HAWAII FIVE-0 シーズン4 #12（アレックス・ロバーツ）
- 犯罪心理分析官インゲル・ヴィーク（トビアス・マグヌソン）
- BULL / ブル 法廷を操る男 #1（フランク・パルヴィー）
- フィアー・ザ・ウォーキング・デッド シーズン2 #2（ジョージ・ギアリー〈デヴィッド・ウォーショフスキー〉）
- ボルジア家3 愛と欲望の教皇一族（マタイ〈ブレンダン・カウエル〉）
- MACGYVER/マクガイバー
  - シーズン1 #5（エリック・ウェクスラー社長）
  - シーズン2 #17（ディミトリ・パブロヴィッチ）
- マイケル・J・フォックス・ショウ（スティング）
- 見えない訪問者 〜ザ・ウィスパーズ〜（オスマン・ダンバー大将、ブレントFBI捜査官〈ヒロ・カナガワ〉、ダニエル・ゲッツ）
- Major Crimes 〜重大犯罪課（モリスFBI特別捜査官〈D・B・スウィーニー〉）
- 名探偵ポワロ ヘラクレスの難業（レメントイ警視〈ニコラス・マクゴーイー〉）※NHK版

#### アニメ
- おさるのジョージ
- カンフー・パンダ ザ・シリーズ
- ジョン・ヘンリー（マクタビッシュ）
- ミッキーマウス!
- トゥカ&バーティー（ホーランド）
- ちいさなプリンセス ソフィア（ウー・チャン、空飛ぶラクダ）
- ベイマックス ザ・シリーズ
- マーベル・シネマティック・ユニバース（エボニー・モウ）
  - アベンジャーズ・アッセンブル
  - マーベル ガーディアンズ・オブ・ギャラクシー
- ライオン・ガード（ンベヤ）
- リバーダンス・アドベンチャー

### ボイスオーバー
- 仰天!夢のツリーハウス（アニマルプラネット）
- BS世界のドキュメンタリー（NHK-BS1）
- ライオンの大地（アニマルプラネット）